# Terran R
De Terran R is een deels herbruikbare draagraket die in ontwikkeling is bij het Amerikaanse lanceerbedrijf Relativity Space. Deze raket, die bedoeld is voor vrachten tot 23.500 kilogram, valt in de heavy lift-klasse. Deze vrachtcapaciteit vertekent enigszins; zou de eerste trap in wergwerpmodus vliegen dan zou het een raket voor vrachten tot 33.500 kilogram zijn. De ontwikkeling van de Terran R werd bekendgemaakt op 25 februari 2021. De eerste vlucht wordt op zijn vroegst in 2026 verwacht.

## Ontwerp

voorstelling van het oude ontwerp van de Terran R

De tweetrapsraket zou aanvankelijk net als Relativity’s eerste raket, de Terran 1, geprint in een van de Stargates, de grootste 3D-printers voor metaal in de wereld die door Relativity werden ontwikkeld. Verschil daarbij zou zijn dat voor de Terran R een horizontale 3D-printer is ontwikkeld terwijl de Terran 1 verticaal wordt geprint. Een verticale printer zou bij het formaat van de Terran R een veel hogere productiefaciliteit vereisen. Ook de motoren worden in een 3D-printer geproduceerd.
De diameter van de raket werd in het aanvankelijke conceptontwerp van 2021 gegeven op 4,87 meter bij ongeveer 66 meter. De raket deed toen sterk denken aan een vroeg conceptontwerp van SpaceX’ Starship uit 2017 dat bekend stond als BFR en een soortgelijk vluchtprofiel volgen. 
In april 2023 werd een herzien ontwerp bekendgemaakt. De raket wordt ongeveer 82 meter lang en de diameter zal ongeveer 5,5 meter zijn. Om de raket van de fabriek in het Californische Long Beach naar de testinstallatie op het Stennis Space Center in Mississippi en Lanceercomplex 16 op het Cape Canaveral Space Force Station te verplaatsten zal deze per schip over zee en door het Panamakanaal varen.
Tijdens de ontwikkeling van de raket ontdekte Relativity dat het 3D-printen van een raket van dit formaat moeilijker en duurder dan eerder verwacht was. Met name bij het printen van de koepelvormige delen van de brandstoftanks liep men tegen problemen aan. Daarom besloot het bedrijf in de loop van 2024 voor de productie van brandstoftanks over te gaan op de traditionele manier van bouwen met aluminium panelen die middels wrijvingsroerlassen aan elkaar bevestigd worden. Veel andere onderdelen worden nog wel geprint. Ook de heliumtanks die in het oude ontwerp in dat proces zouden worden meegeprint moesten daarom veranderen. Relativity koopt daarvoor nu extern geproduceerde COPV’s oftewel Composite Overwrapped Pressure Vessels in.

### Eerste trap
De eerste trap wordt voortgestuwd door dertien Aeon-R-vloeibarebrandstofmotoren die op methalox, oftewel vloeibaar methaan en vloeibare zuurstof, werken. Hiervan zijn er negen kantelbaar. De Aeon-R wordt volgens Tim Ellis de effectiefste raketmotor met een open verbrandingscyclus ooit. De motor Aeon-R kan een stuwkracht van 1048 kilonewton leveren. Bij een eerste presentatie van het ontwerp in juni 2021 werden zeven motoren getoond maar een jaar later gaf Relativity’s toenmalige CEO Tim Ellis aan dat het er meer zouden worden, maar zonder een getal te noemen. Op 12 april 2023 werd het aantal van dertien bekendgemaakt. Plannen waarbij de Aeon-R zich voor de introductievlucht van de Terran R reeds had moeten bewijzen als hoofdmotor van de eerste trap van de Terran 1 waarvan de tweede variant door een enkele Aeon-R zou worden voortgestuwd, werden in april 2023 samen met de verdere ontwikkeling van de Terran 1 opgegeven 
De eerste trap manoeuvreert zich naar een landingsplaats of landingsschip met behulp van rastervinnen en maakt een propulsieve verticale landing.

### Tweede trap
De tweede trap wordt aangedreven door een enkele Aeon-vac-motor.
In het eerste conceptontwerp zou de tweede trap herbruikbaar zijn en was deze met twee aeroflaps uitgerust waarmee de upperstage in horizontale positie richting de landingsplaats moest kunnen manoeuvreren. Na een afdaling door de atmosfeer waarbij op de aerodynamica zou worden geremd volgde dan een verticale propulsieve landing. De neuskegel moest open en dicht kunnen en werd in dat ontwerp niet van de tweede trap losgekoppeld.
Bij de ontwerp update van van 12 april 2023 waren de aeroflaps verdwenen en is de tweede trap voorlopig niet meer herbruikbaar. Ook is de neuskegel niet langer een vast onderdeel van de tweede trap. Een herbruikbare tweede trap wordt voor een later stadium niet uitgesloten.

### Vrachtkegel
De vrachtkegel van de Terran R wordt geproduceerd door Beyond Gravity dat marktleider op dit gebied is en ook de vrachtkegels voor onder meer de Ariane 6, Atlas V, Vulcan levert.

### Ontwikkeling
Relativity verwacht de raket in drie block-upgrades te introduceren. Tijdens de Block-1-fase is de raket afgesteld om tot 20 ton te kunnen lanceren en de boosterlanding onder controle te krijgen. Er wordt nog niet de maximale stuwkracht uit de motoren gehaald. Tijdens de Block-2-fase moet aan de verbetering van herbruikbaarheid worden gewerkt. Daarna volgt de Block-3-fase waarbij de maximale prestaties mogelijk moeten worden.
In juli 2025 onderging de finale design van de Aeon-motor de finale qualificatietest. De eerste trap voor de eerste Terran-R was gebouwd en de bouw voor de volgende was al in volle gang.

## Boekingen
- De eerste boeking, die in juni 2022 bekend werd gemaakt bestaat uit meer dan tien lanceringen voor OneWeb. Het gaat om de tweede generatie OneWeb internetsatellieten. Met dit contract is 1,2 miljard dollar gemoeid.[1]
- Ten tijde van de bovenstaande boeking waren er al vier andere lanceercontracten afgesloten. De namen van die klanten waren nog niet vrijgegeven.
- Op 19 juli 2022 kondigden Relativity en Impulse Space aan dat de Terran R een marslander van Impuls, die de eerste commerciële marslanding ooit moet uitvoeren gaat lanceren. Deze lancering zal op zijn vroegst in 2024 plaatsvinden.[8]